# Progress M-10M
Progress M-10M byla ruská nepilotovaná kosmická loď Progress, která odstartovala k Mezinárodní vesmírné stanici 27. dubna 2011. Loď byla vyrobena konstrukční kanceláří RKK Eněrgija a provozována ruskou kosmickou agenturou Roskosmos. 29. dubna se loď spojila s vesmírnou stanicí na modulu Pirs.

## Start
Progress odstartoval z Bajkonuru 27. dubna 2011. Po devíti minutách letu dosáhla loď předem plánovanou dráhu. Dále došlo k rozvinutí solárních panelů a loď začala svůj let k vesmírné stanici.

## Spojení
29. dubna 2011 došlo k úspěšnému spojení kosmické lodě s vesmírnou stanici na modulu Pirs. Ke spojení došlo nad západním Mongolskem. Pět hodin poté nastal první pokus o start raketoplánu STS-134, který se ale kvůli potížím s čerpadlem nezdařil.

## Náklad
Celkový náklad kosmické lodě činil 2645 kilogramů. Značnou část tvořilo palivo, voda a hardware pro americký segment. Dále loď nesla jídlo, kyslík nebo vědecké experimenty.

## Odpojení a zánik
Progress byl připojen ke stanici do 29. října 2011, kdy došlo k odpojení. Nákladní loď naložená odpadky ze stanice krátce na to vstoupila do atmosféry a velká část shořela v atmosféře. Zbytky dopadly do Tichého oceánu.
Po odpojení Progressu zůstala u stanice zakotvená jediná ruská kosmická loď.